# Finer Feelings
"Finer Feelings" é uma canção gravada pela cantora Kylie Minogue para seu quarto álbum de estúdio Let's Get to It. Escrita e produzida por Mike Stock e Pete Waterman, a faixa foi lançada como o quarto e último single do álbum como um remix pela Pete Waterman Entertainment em 13 de abril de 1992, embora planejada para ser o segundo lançamento do disco. 
No Reino Unido, a faixa foi um sucesso, chegando a número 11 nas paradas. Na Austrália, "Finer Feelings" se tornou seu single de mais baixo desempenho até esse ponto, atingindo apenas o número 60. O vídeo foi mais uma vez dirigido por Dave Hogan e filmado inteiramente em Paris, França, inspirado nos anos 1930/40. "Finer Feelings" foi apresentada nas turnês KylieFever2002 e Showgirl: The Homecoming Tour.

## Desempenho nas tabelas musicais
| Tabela (1992)                     | Melhor posição |
| --------------------------------- | -------------- |
| Austrália (ARIA Charts)           | 60             |
| Europa (European Hot 100 Singles) | 38             |
| Irlanda (IRMA)                    | 16             |
| Reino Unido (UK Singles Chart)    | 11             |